# Alexandre de Vichet
Alexandre de Vichet, né le 5 mars 1850 à Montpellier, où il est mort le 21 janvier 1945, est un journaliste et avocat français. Il est connu pour être le fondateur de L'Éclair de Montpellier, un journal royaliste très influent dans le Midi de la France et dont le Midi libre prendra la succession. 

## Biographie

### Premières années
Fils de Jean François Gaspard Bruno de Vichet, docteur en médecine, et de Thérèse Alexandrine Adéline Calvet, son épouse, Casimir Alexandre Bruno de Vichet naît à Montpellier en 1850, dans une famille noble qui a perdu sa fortune à la suite de la Révolution française. Initialement avocat, l'épuration de la magistrature en 1880 par les républicains l'éloigne durablement du monde du droit.
Il participe à la défense des congrégations religieuses lors de leur dissolution expéditive par le gouvernement Charles de Freycinet. Arrêté, jugé, puis acquitté, il quitte la France pour l'Espagne. Déçu dans ses projets, il est de retour dès 1881. 

### Journaliste de l'Union nationale
Il devient alors journaliste pour L'Union nationale, le quotidien légitimiste de l'Hérault. Ce dernier étant concurrencé par la presse républicaine et rencontrant des difficultés financières, le travail d'Alexandre de Vichet est effectué bénévolement dans un premier temps, comme celui de la dizaine d'autres rédacteurs du journal. Son arrivée dans l'équipe va contribuer à redynamiser le journal, qui périclitait sous la direction des familles légitimistes de Montpellier. Loin de s'atteler à la tâche avec dilettantisme, comme certains membres du conseil d'administration du journal, il s'intéresse à tous les aspects techniques de l'élaboration de L'Union nationale et impulse sa modernisation. Sa condition financière précaire le rend en effet plus sensible à l'efficacité que les héritiers qu'il côtoie. Très vite, il accède à la fonction de directeur, les précédents tenants du poste s'étant révélés décevants. 

### Directeur deL'Éclair
En décembre 1881, L'Union nationale disparaît pour être remplacé par L'Éclair, à la fondation duquel participe Alexandre de Vichet. Sous sa direction, ce journal devient l'un des quotidiens les plus influents du Midi de la France, et ce jusqu'à sa disparition en 1944. 
Lors de la condamnation pontificale de l'Action française, Alexandre de Vichet s'aligne sur les vues du nouvel évêque de Montpellier, René-Pierre Mignen, qui souhaite que le journal cesse de relayer les thèses du nationalisme intégral. Cette position déclenche un vif débat dans les milieux royalistes. Il se heurte à André Vincent qui parvient à emporter l'avis des actionnaires du quotidien et à imposer au directeur de L'Éclair que « le journal ne connaît pas d’ennemis à droite » et ne doit donc pas tourner le dos à la ligue de Charles Maurras.
Marié en 1884, Alexandre de Vichet perd son épouse fin avril 1939.